# Echiochilon longiflorum
Echiochilon longiflorum är en strävbladig växtart som beskrevs av George Bentham. Echiochilon longiflorum ingår i släktet Echiochilon och familjen strävbladiga växter. Inga underarter finns listade i Catalogue of Life.